# 1. slovenská národní hokejová liga 1991/1992
1. slovenská národní hokejová liga 1991/1992 byla 23. ročníkem jedné ze skupin československé druhé nejvyšší hokejové soutěže.

## Systém soutěže
Všech 12 týmů se v základní části utkalo čtyřkolově každý s každým (celkem 44 kol). Tým na první pozici postoupil do kvalifikace o nejvyšší soutěž, ve které se utkal s vítězem 1. ČNHL v sérii na tři vítězné zápasy. Vítěz této série postoupil přímo do nejvyšší soutěže. Poražený hrál baráž na tři vítězné zápasy proti předposlednímu týmu nejvyšší soutěže.
Tým na poslední pozici sestoupil do 2. SNHL.

## Základní část
| Poř. | Tým                            | Zápasy | Výhry | Remízy | Prohry | Skóre   | Body |
| ---- | ------------------------------ | ------ | ----- | ------ | ------ | ------- | ---- |
| 1.   | AC Nitra                       | 44     | 34    | 4      | 6      | 262:103 | 72   |
| 2.   | Hutník ZŤS Martin              | 44     | 27    | 6      | 11     | 195:120 | 60   |
| 3.   | Štart Spišská Nová Ves         | 44     | 29    | 2      | 13     | 190:124 | 60   |
| 4.   | ZTK Zvolen                     | 44     | 25    | 4      | 15     | 194:178 | 54   |
| 5.   | Iskra Smrečina Banská Bystrica | 44     | 19    | 8      | 17     | 185:184 | 46   |
| 6.   | Spartak ZŤS Dubnica nad Váhom  | 44     | 18    | 9      | 17     | 200:193 | 45   |
| 7.   | ZPA Prešov                     | 44     | 18    | 9      | 17     | 173:170 | 45   |
| 8.   | HK 32 Liptovský Mikuláš        | 44     | 19    | 5      | 20     | 196:182 | 43   |
| 9.   | VTJ Michalovce                 | 44     | 18    | 3      | 23     | 183:211 | 39   |
| 10.  | VTJ Topoľčany                  | 44     | 13    | 7      | 24     | 136:171 | 33   |
| 11.  | HK 31 Kežmarok                 | 44     | 7     | 8      | 29     | 148:237 | 22   |
| 12.  | Sparta ZVL Považská Bystrica   | 44     | 3     | 3      | 38     | 96:285  | 9    |

- Tým AC Nitra postoupil do kvalifikace o nejvyšší soutěž, kde podlehl vítězi 1. ČNHL Motoru České Budějovice 1:3 na zápasy (6:4, 1:3, 3:2, 5:2). Následně se zúčastnil baráže o nejvyšší soutěž, ve které podlehl týmu HC Poprad 0:3 na zápasy (1:3, 0:3, 1:3).
- Tým Sparta ZVL Považská Bystrica sestoupil do 2. SNHL. V další sezóně ho nahradil tým VTJ Senica.

## Kádr AC Nitra
- Brankaři: Kompas, Brňo, R. Fleischer
- Hráči v poli: Žitný, Gajdoš, Milo, Košťál, Šmidriak, Skovajsa, Lukáč, Daňo, Miklík, Kukla, Bafrnec, Hrtús, Kolečáni, Krišák, Janček, Macušek, Škvarka, Hecl, Šille, Amrich, Oremus, M. Fleischer, Kostolanský.
- Trenéři: R. Uličný, P. Letko